# Daniel Rafner
Daniel Rafner, ishockeyspelare, född 11 februari 1980. Spelade säsongen 2002/03 med Djurgårdens IF i Elitserien, värvades till 2003/04 till Hammarby IF i Norra Allsvenskan och lånades under vårhalvan av säsongen ut därifrån till fd seriekonkurrenten Huddinge IK i Norra fortsättningsserien (Hammarby spelade nu i SuperAllsvenskan).
Till säsongen 2004/05 värvades han sedan till AIK, tvångsnedflyttade till division 1, och på drygt ett år hade han, som tredje spelare någonsin, fullbordat en "grand slam" i stockholmshockeyn - spel i de fyra "stora" stockholmsklubbarna i "modern" tid, Djurgården, Hammarby, Huddinge och AIK. Endast två andra spelare, Stefan "Myran" Gustavsson och Tony Skopac har spelat i alla fyra klubbarna.
Ytterligare ett år senare gick Rafner från AIK till Väsby IK och blev därmed helt unik. Väsby är den femte största klubben i regionen och Daniel Rafner har därmed spelat i alla fem. Dessutom tog det bara lite över två år att fullborda den "sviten".